# Соколище
Соколище — село в Україні, у Сереховичівській сільській громаді Ковельського району Волинської області. Населення становить 232 особи.

## Озеро
Село Соколище має гарне озеро, до якого кожного літа їде чимало туристів.

## Історія
У 1906 році село Велимецької волості Ковельського повіту Волинської губернії. Відстань від повітового міста 32 верст, від волості 6. Дворів 87, мешканців 453.

## Населення
Згідно з переписом УРСР 1989 року чисельність наявного населення села становила 237 осіб, з яких 109 чоловіків та 128 жінок.
За переписом населення України 2001 року в селі мешкали 232 особи.

### Мова
Розподіл населення за рідною мовою за даними перепису 2001 року:
| Мова       | Відсоток |
| ---------- | -------- |
| українська | 99,14 %  |
| російська  | 0,43 %   |
| інші       | 0,43 %   |